# شاتورو
شاتورو (بالفرنسية: Châteauroux) (
تنطق بالفرنسية: [ʃatoʁu]
) هي عاصمة إقليم أندر في وسط فرنسا وثاني أكبر مدينة في مقاطعة بيري، بعد بورجيز. ويطلق على سكانها اسم Castelroussins.

## المناخ
يظهر الجدول التالي التغييرات المناخية على مدار السنة لشاتورو:
| البيانات المناخية لـشاتورو                                    | البيانات المناخية لـشاتورو | البيانات المناخية لـشاتورو | البيانات المناخية لـشاتورو | البيانات المناخية لـشاتورو | البيانات المناخية لـشاتورو | البيانات المناخية لـشاتورو | البيانات المناخية لـشاتورو | البيانات المناخية لـشاتورو | البيانات المناخية لـشاتورو | البيانات المناخية لـشاتورو | البيانات المناخية لـشاتورو | البيانات المناخية لـشاتورو | البيانات المناخية لـشاتورو |
| الشهر                                                         | يناير                      | فبراير                     | مارس                       | أبريل                      | مايو                       | يونيو                      | يوليو                      | أغسطس                      | سبتمبر                     | أكتوبر                     | نوفمبر                     | ديسمبر                     | المعدل السنوي              |
| ------------------------------------------------------------- | -------------------------- | -------------------------- | -------------------------- | -------------------------- | -------------------------- | -------------------------- | -------------------------- | -------------------------- | -------------------------- | -------------------------- | -------------------------- | -------------------------- | -------------------------- |
| الدرجة القصوى °م (°ف)                                         | 18.5 (65.3)                | 22.9 (73.2)                | 28.0 (82.4)                | 31.5 (88.7)                | 34.5 (94.1)                | 37.7 (99.9)                | 40.8 (105.4)               | 40.5 (104.9)               | 38.0 (100.4)               | 30.3 (86.5)                | 24.5 (76.1)                | 20.5 (68.9)                | 40.8 (105.4)               |
| متوسط درجة الحرارة الكبرى °م (°ف)                             | 7.1 (44.8)                 | 8.6 (47.5)                 | 12.6 (54.7)                | 15.5 (59.9)                | 19.6 (67.3)                | 23.1 (73.6)                | 26.0 (78.8)                | 25.6 (78.1)                | 21.9 (71.4)                | 17.1 (62.8)                | 11.0 (51.8)                | 7.6 (45.7)                 | 16.3 (61.3)                |
| متوسط درجة الحرارة الصغرى °م (°ف)                             | 1.3 (34.3)                 | 1.3 (34.3)                 | 3.5 (38.3)                 | 5.3 (41.5)                 | 9.2 (48.6)                 | 12.4 (54.3)                | 14.4 (57.9)                | 14.3 (57.7)                | 11.2 (52.2)                | 8.5 (47.3)                 | 4.1 (39.4)                 | 1.8 (35.2)                 | 7.3 (45.1)                 |
| أدنى درجة حرارة °م (°ف)                                       | −21.5 (−6.7)               | −22.8 (−9.0)               | −10.8 (12.6)               | −4.2 (24.4)                | −1.4 (29.5)                | 1.2 (34.2)                 | 4.0 (39.2)                 | 4.5 (40.1)                 | 0.0 (32.0)                 | −5.2 (22.6)                | −8.7 (16.3)                | −17.0 (1.4)                | −22.8 (−9.0)               |
| الهطول مم (إنش)                                               | 59.2 (2.33)                | 48.8 (1.92)                | 52.1 (2.05)                | 65.8 (2.59)                | 73.3 (2.89)                | 54.9 (2.16)                | 56.6 (2.23)                | 56.1 (2.21)                | 64.3 (2.53)                | 73.8 (2.91)                | 64.9 (2.56)                | 67.3 (2.65)                | 737.1 (29.02)              |
| متوسط أيام هطول الأمطار                                       | 11.2                       | 8.8                        | 9.7                        | 10.6                       | 11.2                       | 7.8                        | 7.6                        | 7.0                        | 7.7                        | 10.5                       | 11.0                       | 11.0                       | 114.3                      |
| متوسط الأيام المثلجة                                          | 3.3                        | 3.4                        | 1.9                        | 0.8                        | 0.0                        | 0.0                        | 0.0                        | 0.0                        | 0.0                        | 0.0                        | 1.3                        | 2.7                        | 13.4                       |
| متوسط الرطوبة النسبية (%)                                     | 88                         | 85                         | 79                         | 75                         | 76                         | 74                         | 69                         | 70                         | 76                         | 84                         | 88                         | 88                         | 79.3                       |
| ساعات سطوع الشمس الشهرية                                      | 72.1                       | 91.9                       | 155.6                      | 178.5                      | 208.6                      | 210.4                      | 231.7                      | 235.5                      | 189.5                      | 128.3                      | 79.6                       | 59.0                       | 1٬840٫6                    |
| المصدر #1: Météo France                                       |                            |                            |                            |                            |                            |                            |                            |                            |                            |                            |                            |                            |                            |
| المصدر #2: Infoclimat.fr (humidity and snowy days, 1961–1990) |                            |                            |                            |                            |                            |                            |                            |                            |                            |                            |                            |                            |                            |

## توأمة
لشاتورو اتفاقيات توأمة مع كل من:
- غوترسلوه
- Bittou [الإنجليزية]‏
- أولشتين (23 فبراير 1991 - )[12]

## أعلام
- بينوا لوروا
- سيلفي هينروتين جيرمان
- تاديوز جان كوالسكي
- جيرارد ديبارديو
- لويس باستيان
- جوليس ريتشارد
- لويس مورو
- مارسيل دوسولت

## وصلات خارجية
- City of Châteauroux Official Website نسخة محفوظة 25 يوليو 2018 على موقع واي باك مشين.